# عالم وارنر براذرز أبو ظبي

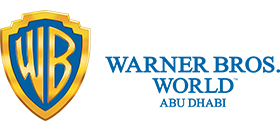

عالم وارنر براذرز «أبوظبي» (بالإنجليزية:  Warner Bros. World™ Abu Dhabi)‏
هي المدينة الترفيهية المغلقة الأولى على الإطلاق في العالم وتضم الحديقة الترفيهية المغلقة الممتدة على مساحة 1.65 مليون قدم مربع، على الكثير من الألعاب والعروض الترفيهية ومرافق ترفيهية تفاعلية، وتضم جميع شخصيات القصص والرسوم المتحرّكة تحت سقف واحد، وتشتمل المدينة الترفيهية على تجارب غامرة بمستويات عالمية فضلا منافذ البيع بالتجزئة التي تضم مجموعة واسعة من منتجات «وارنر براذرز» المعروفة، وايضا مجموعة كاملة من خيارات المأكولات والمشروبات.

## الافتتاح
افتتحت في أبوظبي، في 23 يوليو 2018، التي تعد أكبر مدينة ترفيهية مغطاة في العالم تحمل علامة «وارنر براذرز».
وشارك في افتتاح المدينة نائب رئيس دولة الإمارات العربية المتحدة رئيس مجلس الوزراء حاكم دبي الشيخ محمد بن راشد آل مكتوم، وولي عهد أبوظبي الشيخ محمد بن زايد آل نهيان.
وحملت اسم «عالم وارنر براذرز أبوظبي»، وقامت بتطويرها شركة «ميرال»، المطور الرائد للوجهات المتميزة في أبوظبي، بالشراكة مع «وارنر براذرز إنترتينمنت» باستثمارات بلغت مليار دولار.
وتضمن الافتتاح عرضا لفيلم قصير تم إعداده خصيصا للاحتفاء بالأرشيف السينمائي لشركة «وارنر براذرز» التي تعد من كبرى الشركات المتخصصة في مجال الإنتاج السينمائي وصناعة الترفيه على مستوى العالم.

## المناطق الترفيهية
وتضم المدينة من خلال مناطقها الست وهي: «وارنر براذرز بلازا»، و«متروبوليس»، و«غوثام سيتي»، و«كرتون جانكشن»، و«بيدروك»، و«ديناميت غالتش»، ومرافق ترفيهيا عائليا، وعروضا حية.

### غوثام سيتي
منطقة باتمان، أفضل محقق عرفه العالم، الذي يُحارب الأشرار والمجرمين، سوبر-فيلنز، الذين يمثلون عالم الجريمة ويعملون في الخفاء. ستمضي في منطقة غوثام سيتي ذات الأفق الكئيب والمهجور، أعظم اللحظات الدرامية والمغامرات البطولية التي تناسب الجميع.
يمكنكم الاستمتاع بمشاهدة جميع شخصيات مدينة غوثام المفضلة لديكم من ذا جوكر، وهارلي كوين إلى سكيركرو في هذا العالم المظلم الشرير الذي لم يشهد بارقة أمل إلا بعد ظهور ذلك البطل المقنع وتفانيه من أجل التصدي للمجرمين وتخليص المدينة من شرورهم. فما أن تغرب الشمس حتى تظهر شخصية باتمان في جنح الظلام للقيام بمهمته والمساعدة في انتصار قوى الخير على الشر.

### متروبوليس
منطقة متروبوليس، التي تصور مشهد الغروب لهذه المدينة العصرية الآمنة، وهي موطن الصحفيين كلارك كينت ولويس لين، اللذين يعملان في صحيفة ذا دايلي بلانيت الأسطورية في مركز المدينة المحمية من الأشرار على يد البطل سوبر مان (الشخصية السرية للصحفي كلارك كينت).
ويمكنك أن تمتّع ناظريك بمشاهدة الأفق البعيد لهذه المنطقة التي تنعم بالأمان بفضل سوبرمان نفسه وفريق الأبطال جستس لييغ التابع له، بما في ذلك شخصيات وندر وومان، وغرين لانترن، وذا فلاش، واستمتع بمشاهدة شجاعتهم وعملهم الدؤوب في محاربة الأشرار والتصدي لأي محاولة تهدد استقرار هذه المدينة الأسطورية.

### وارنر براذرز بلازا
منطقة وارنر براذرز بلازا، التي تجسد أشهر الفنون المعمارية وتحتفل بكل ما يتعلق باستوديوهات وارنر براذرز والعصر الذهبي لهوليوود. ويمكن التجول في شوارعها، والاستمتاع بمشاهدة معالم الهندسة المعمارية المُميزة، واختيار مكانًا لتناول الطعام من بين العديد من الخيارات المتنوعة، وسترافق الزوار من خلال الجولة الكثير من الشخصيات المفضلة التي تكتمل معها أجواء المرح.ويمكن من خلالها الانطلاق من ساحة وارنر براذرز بلازا إلى المناطق الترفيهية الشيّقة، مثل بيدروك أو ديناميت غالتش أو كرتون جانكشن أو غوثام سيتي أو متروبوليس، والاستعداد للانتقال إلى هذه الأجواء الفريدة المفعمة بالمرح والإثارة. وعندما يسود الظلام، تنبعث الإضاءة المسرحية الرائعة لتضيء أرجاء البلازا استعدادًا لاستقبال عرض وارنر براذرز للنجوم، وهو عرض فني ساحر يستضيفه باغز باني، الشخصية الكرتونية المُفضّلة لدى الجميع.

### كرتون جانكشن
تضم كرتون جانكشن شخصيات كثيرة تحت سقف عالم كرتوني واحد مفعم بالمغامرات المذهلة والمشوقة، وشخصيات توم آند جيري، والعديد من مغامرات حل الأسرار الغامضة، أو المغامرات الجريئة.
كما تتيح فرصا لقاء أشهر شخصيات الرسوم المتحركة، مثل 'توم وجيري' و'باغز باني' و'سكوبي-دو' في هذه المنطقة المليئة بالألعاب المشوقة والمرافق الترفيهية.

### ديناميت غالتش
تمكن هذا المدينة عشاق المغامرة خوض تجربة جنونية بعض الشيء ويوفر للزوار فرصة للبحث عن رغباتهم في عالم ديناميت غالتش الذي يضم منطقة ألعاب مفعمة بالألوان تعج بالمرح والحركة. ويعد هذا العالم الترفيهي المليء بالمناظر الصحراوية فرصة رائعة لتجربة أجواء المغامرات والحركات الجنونية والمقالب المستمرة المستوحاة من الشخصيات الكرتونية التي تُوفر وجهة لكل أفراد العائلة.
ويمكن من خلالها أخذ جولة مذهلة عبر الصحراء وتتبع خطى شخصية 'وايل إي. كايوتي' فائقة السرعة وشخصية روودرنر السريع من خلال خوض مغامرات شيقة، ومشاهده شخصية يوسيميتي سام الحماسية ومحاوله تحديد من تسبب في حدوث تصادم المركبات مع مارفن ذا مارشن وابحث عن أبطال مسلسل ذا جيتسونز.

### بيدروك
يتيح هذا العالم فرصة العودة بالزمن إلى الوراء، والاستمتع بدخول عالم بيدروك، حيث يضم منطقة صخرية تفيض بالترفيه والمغامرات العائلية؛ لتعيش أجواء العصر الحجري بكامل تفاصيلها. يسكن في هذه المنطقة العديد من شخصيات العصر الحجري المستوحاة من المسلسل الكرتوني الشهير ذا فلينستونز، ويوفر عالم بيدروك فرصة التعرّف عن قرب على الشخصيات العالمية في قلب مدينة تعود إلى عصور ما قبل التاريخ.
ويضم المدينة مغامرات تأخذ محبي المغمارات للاستمتاع بالمغامرات اليومية وأجواء العائلات الكرتونية الشهيرة؛ فلينستون ورابل، وشخصياتها المميزة؛ فريد، وويلما، وبيبلز، وبارني، وبتي، وبام-بام، وكذلك شخصيات؛ دينو، وبيبي بُس. وتتيح تجربة المأكولات والانطلاق مع الألعاب.

## الجوائز
توّجت «عالم وارنر براذرز جزيرة ياس، أبوظبي» بلقب أفضل وجهة سياحية في الشرق الأوسط من جوائز السفر العالمية، وأفضل وجهة سياحية من جوائز واتس أون لعام 2024.

## وصلات خارجية
- الموقع الرسمي